# Logron
Logron é uma comuna francesa na região administrativa do Centro, no departamento Eure-et-Loir. Estende-se por uma área de 22,68 km². Em 2010 a comuna tinha 588 habitantes (densidade: 25,9 hab./km²).